# Trostianets
Trostianets (em ucraniano:  Тростянець) é uma cidade do Oblast de Sumy, na Ucrânia. Ela serve como o centro administrativo do Raion de Trionianets.  
Trostianets está localizada às margens do rio Boromlia, a 59 quilômetros de Sumy. Seus marcos incluem um "pátio redondo" neo-gótico (1749), a tardia igreja barroca da Anunciação (1744-1750), o palácio Golitsyn do século XVIII e uma "gruta de ninfas" (um memorial do século XVIII à Batalha de Poltava). 
Em março de 1930, a cidade foi o centro de uma revolta anti-soviética, rapidamente derrotada.

### Personalidades
- Larysa Bilozir, deputada ucraniana.[2]